# Dame Nijō
Dame Nijō (後深草院二条, Go-Fukakusa in no Nijō, 1258 - après 1307) est une concubine impériale japonaise du XIIIe siècle. Fille du grand conseiller impérial Koga Masatada, cette dame de cour de l'époque Kamakura est l'auteure du Towazugatari (とはずがたり), forme de journal féminin très en vogue à cette époque. Cette œuvre à la première personne est un témoin contemporain de la vie à la cour de l'époque, de ses coutumes, de ses règles…

## Adaptation
- 1974 : La Vie d'une courtisane (あさき夢みし, Asaki yumemishi?), film japonais d'Akio Jissōji sur un scénario du poète Makoto Ōoka